# Chaetodellus
Chaetodellus  (лат.) — род почвенных клещей (Eviphidoidea) семейства Pachylaelapidae из отряда Mesostigmata. 2 вида. Канарские острова (Gran Canaria) и Южная Африка.

## Описание
Мелкие почвенные клещи (длина дорсального щита менее 0,5 мм: 525 μm × 333 μm). От других видов и родов из семейства Pachylaelapidae таксон Chaetodellus отличается тремя парами щетинок, расположенных на генитовентральном щитке. Дорсальный щит с обычными однотипными заострёнными сетами. Лапка 2-й пары ног без модифицированных шпоровидных щетинок. Хетотаксия I-II-III-IV пар ног: тазик 2-2-2-1, вертлуг 6-5-5-5, бедро 13-11-6-6, genu 12 (2-5/3-2)-11-7-7, голень 12-10-7-7; лапки II—IV с 18 сетами. Амбулакрум I—IV пар лапок с коготками, вертлуг I с шестью сетами, голень I с двумя антеролатеральными, пятью или шестью дорсальными и 2—4 вентральными сетами. Стернальный щит самок слит с эндоподальным и метастернальным щитками; несёт 4 пары щетинок и 3 пары лирифиссур (несекреторных пор). Коксы свободные, тритостернум развит и гнатосома не редуцирована.

## Систематика
Род Chaetodellus включают в номинативное подсемейство Pachylaelapinae Berlese, 1913. Род был выделен в 2013 году словацким акарологом Петером Машаном (P. Mašán, Institute of Zoology, Slovak Academy of Sciences, Братислава, Словакия) и его австралийским коллегой Брюсом Халлидеем (Bruce Halliday) на основании типового вида Chaetodellus calcariger (Berlese, 1902), ранее включаемого в состав рода Laelaps.
- Chaetodellus comatus Mašán & Halliday, 2013typus — Канарские острова (Gran Canaria)
- Chaetodellus meganalis (Halliday, 2005) — Южная Африка (ЮАР, Western Cape Province)
  - =Pachylaelaps meganalis  Halliday, 2005